# Charlotte Alexanderson
Charlotte ("Lottie") Randall Alexanderson, född 24 augusti 1942 i Solna, är en svensk keramiker, verksam i Lidingö.

## Biografi
Charlotte Alexanderson är dotter till Björn Edström och Carola Amundson. Hon gifte sig 1964 med Karl Alexanderson.
Charlotte Alexanderson har studerat vid Nyckelviksskolan 1963 och Konstfack 1964–1967. Hon drev en egen verkstad, "Lotties keramik", 1968–2014 och hennes alster har visats vid separatutställningar i Stockholm, Umeå, Lidingö och Lund, samt på flera ställen utomlands. Hon var medlem i Blås & Knåda. Hennes verk är representerade i Nationalmuseum, Röhsska museet, Östergötlands museum och Statens konstråd. Hon har gjort offentliga utsmyckningar för Polishuset i Eskilstuna, Skandia (numera If) i Bergshamra och stiftelsen Bostaden i Umeå samt i flera entréer i Stockholm.